# Biserica reformată din Cluj-Orașul de Jos
Biserica Reformată-Calvină din Orașul de Jos, denumită și Biserica Reformată cu 2 turnuri, situată pe Bd. 21 decembrie 1989 nr. 41, este unul din edificiile simbolice ale orașului Cluj-Napoca, fiind clasat ca monument istoric, cu cod LMI CJ-II-m-B-07264.

## Istoric
Biserica a fost construită între anii 1829–1879. Înainte existase deja o biserică de lemn pe malul Canalului Morii, care a fost inaugurată la 26 iulie 1705. Mai târziu aceasta a fost mărită, dar odată cu creșterea numărului de credincioși, conducerea bisericii a hotărât înlocuirea ei cu o biserică mai mare, de piatră. 
În anul 1828 au început colectarea fondurilor necesare, și au acceptat planul arhitectului Georg Winkler, inspirat de modelul Marii Biserici din Debrețin, Ungaria. În aceelași an au început săparea fundamentului, iar la 3 octombrie 1829. a avut loc ceremonia de așezare a pietrei de bază. Construcția a durat mai multe decenii din cauza lipseri de fonduri. După moartea lui Winkler György, în jurul anului 1839 Anton Kagerbauer a fost însărcinat cu continuarea construcțiilor. El a modificat planul fațadei și a turnurilor.
Sfințirea bisericii a avut loc la 12 octombrie 1851, însă galeriile de la cele două laturi ale navei au fost finalizate abia în 1879.

## Descriere
Dimensiunile bisericii sunt impozante: lungimea celor două nave este în jur de 50 m, iar cupola centrală cu un diametru de 12,60 m are o înălțime de 19,50 m. Înălțimea turnurilor este de 40 m. Suprafața totală a bisericii este de 1750 m².